# Kuchyně Svatého Tomáše a Princova ostrova

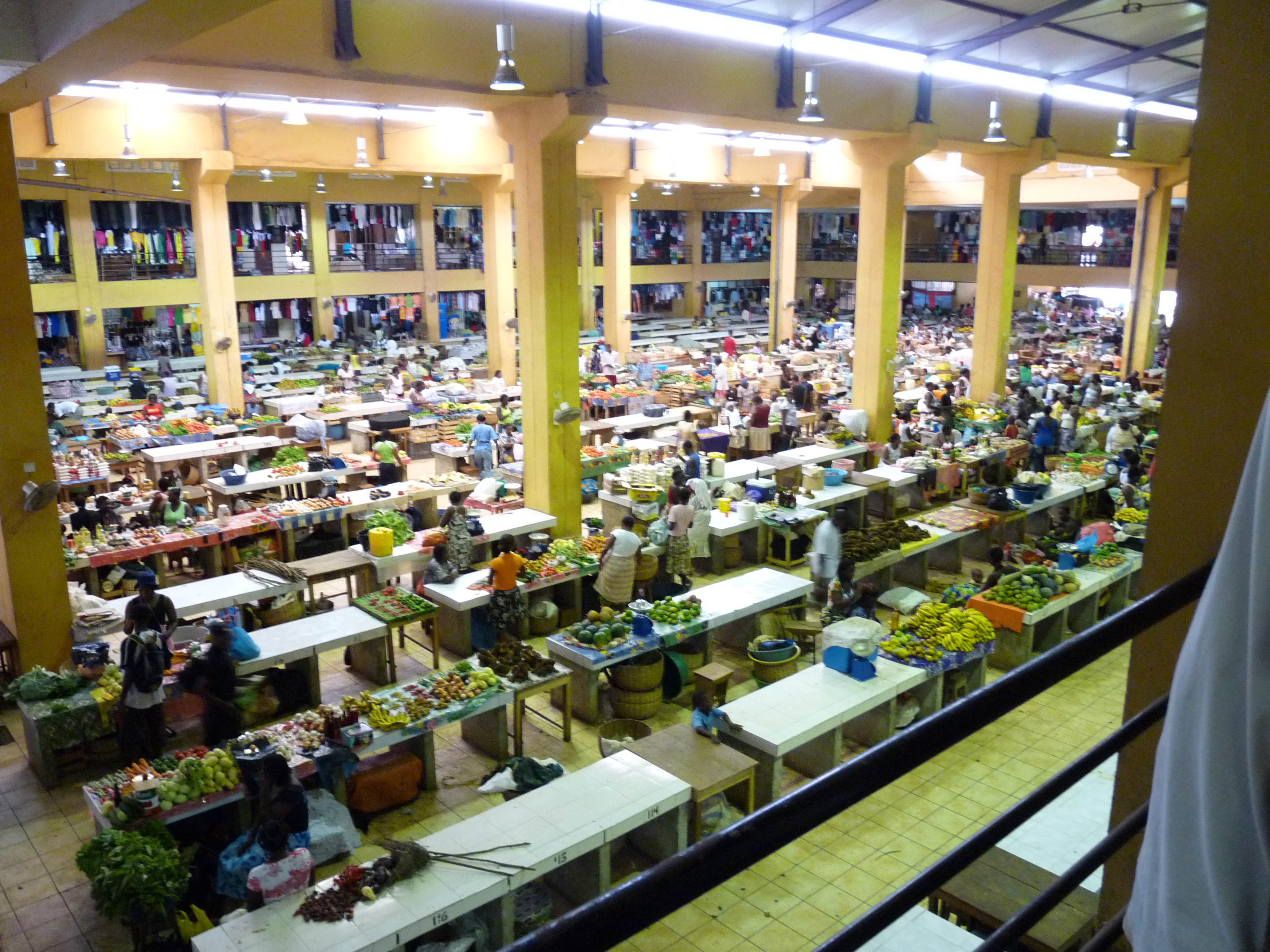
Tržnice ve městě São Tomé

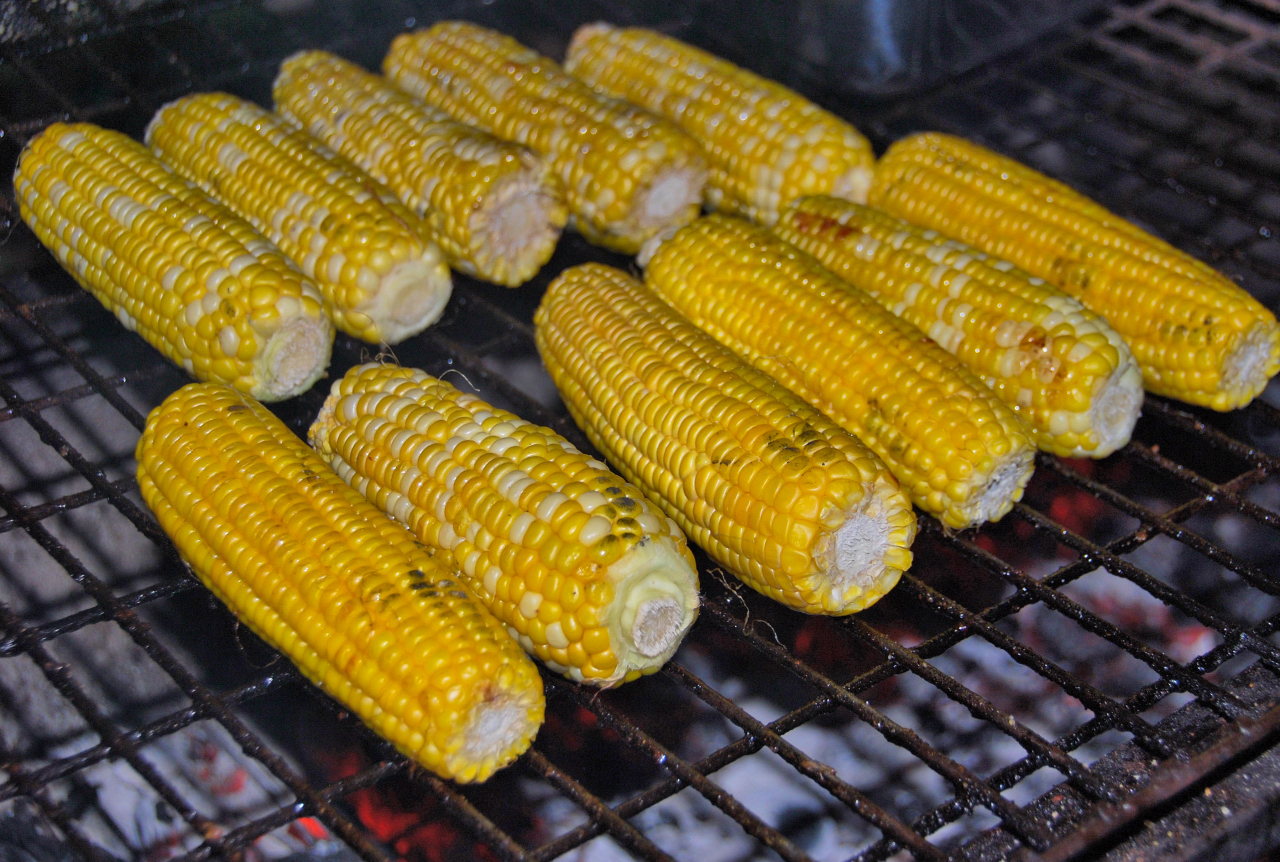
Kukuřičné klasy

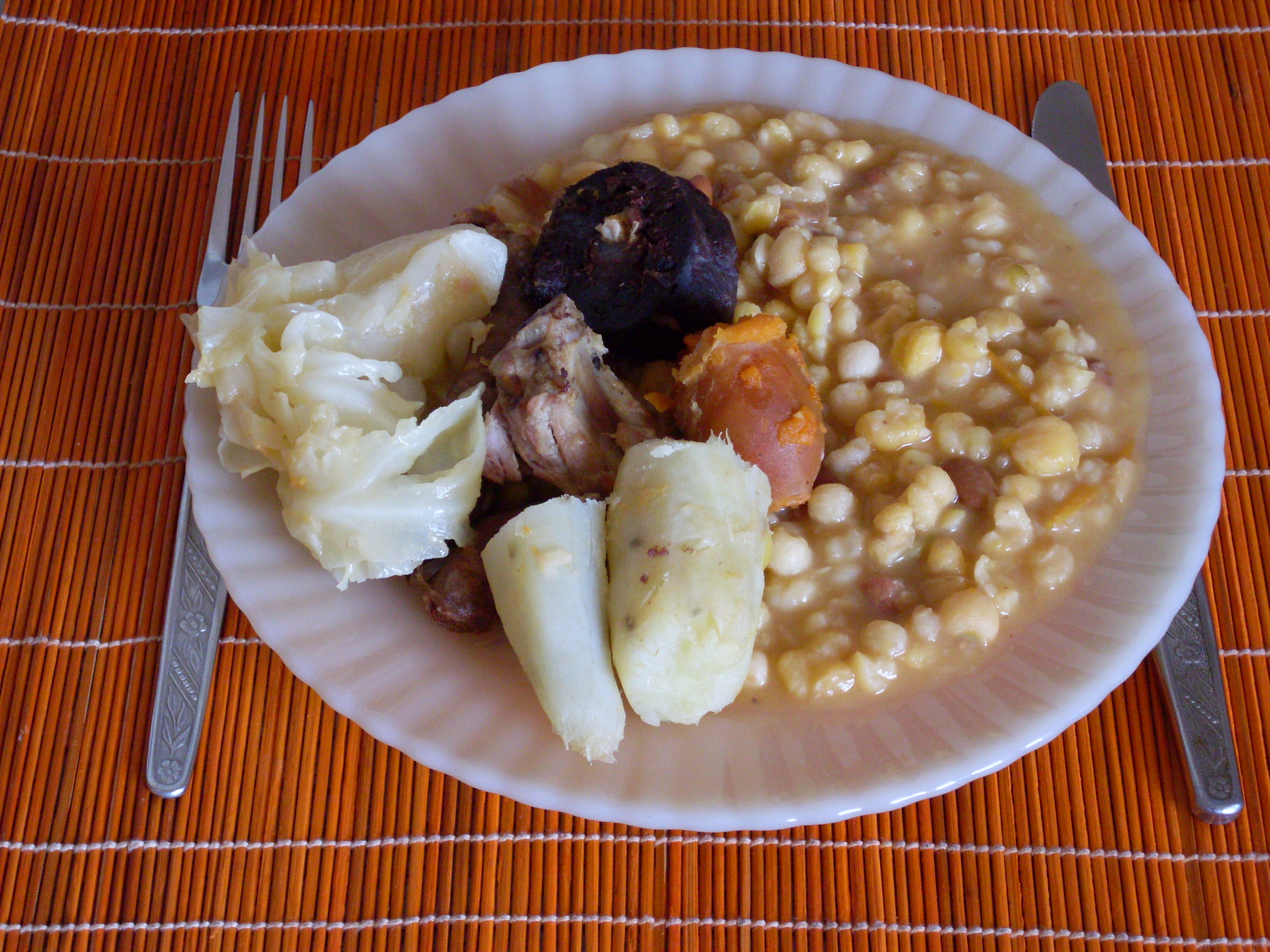
Cachupa

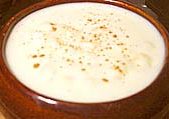
Canjica

Kuchyně Svatého Tomáše a Princova ostrova je kombinací africké a portugalské kuchyně. Používá banány, taro (kolokázie jedlá), chlebovník, kukuřici, fazole, papáju, mango, chilli, kakao, kokos, kopru, kuřecí maso nebo palmový olej. Rozšířené je rybí maso a plody moře, rybářství tvoří přibližně čtvrtinu HDP Svatého Tomáše a Princova ostrova. Káva se běžně používá jako koření.
Vzhledem k tomu, že obdělávatelná půda tvoří jen asi 8 % rozlohy Svatého Tomáše a Princova ostrova, 90 % potravin se musí dovážet.

## Příklady pokrmů ze Svatého Tomáše a Princova ostrova
- Pap, varianta ugali vyrobená z banánů
- Cachupa, pokrm z kukuřice a fazolí (případně i dalších ingrediencí)
- Kuře s kávovou omáčkou, kuřecí maso s omáčkou z kávy, vína, smetany, česneku, kávových zrn a koření[1]
- Omelety
- Grilované klasy kukuřice, oblíbené pouliční jídlo
- Estufa de morcego, pokrm z netopýřího masa

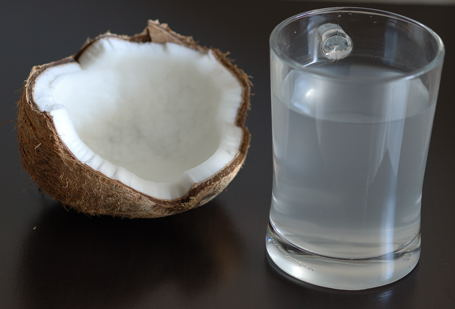
Kokosová voda

- Omáčka piri-piri
- Párek v těstě
- Canjica, sladká kaše[2]

## Příklady zákusků a sladkostí ze Svatého Tomáše a Princova ostrova
- Bobofrito, banány smažené v kokosovém oleji, specialita Princova ostrova
- Banana seca, sušený banán
- Fios, sladkost z kukuřičné mouky a banánů
- Čokoládová pěna
- Açucarinhas, sladkost z kokosu a cukru smažená v palmovém oleji

## Příklady nápojů ze Svatého Tomáše a Princova ostrova
- Carioca de limão, nápoj z citronové kůry
- Kokosová voda
- Káva
- Čaj
- Aquardente, pálenka z cukrové třtiny
- Pivo
- Rum
- Ponche, koktejl z medu a aquardente
- Palmové víno
- Víno (obvykle import z Portugalska)[2]